# 何皋飏
何皋飏，浙江永嘉（今浙江温州）人，是一名清朝政治人物。
何皋飏曾于1767年接替戈济任奉贤县知县一职，1768年由常辉接任。